# Naftovod
Naftovod je vrsta cjevovoda, koji služi za transport nafte na veće udaljenosti, tj. od mjesta proizvodnje do potrošača (rafinerija). Danas je mreža naftovoda vrlo dobro razvijena, osobito na mjestima odakle se crpi - Rusija, Magreb, Bliski Istok, Kanada, SAD i dr.
Najduži naftovod u Europi i svijetu je Družba, koji se pruža od Tatarstana u Rusiji do Njemačke na dužini od preko 4 000 km.